# Непорожній Олександр Степанович
Олекса́ндр Степа́нович Непоро́жній (* 6 січня 1921, Яготин, Полтавська губернія — † 14 березня 1998, Яготин) — український краєзнавець (дослідник Яготина), засновник та сподвижник музейної справи Яготинщини, педагог, літературознавець, Почесний громадянин Яготина.

## Життєпис
Закінчив філологічні факультети Київського учительського, а згодом — Черкаського педагогічного інститутів. Працював у Яготинській середній школі № 3 викладачем української мови, літератури та малювання.
Вніс вагомий внесок у створення та розвиток місцевого краєзнавства, зокрема створив історичний музей, директором якого певний час був.
Своїм існуванням завдячують О. С. Непорожньому Яготинський державний історичний музей, картинна галерея, флігель Т. Г. Шевченка, Алея Героїв, Алея Слави та музей освіти в Яготині, музей-садиба Катерини Білокур в с. Богданівці, археологічний музей «Добраничівська стоянка», Капустинський, Сулимівський, Новоолександрівський музеї на території району. Окремою сторінкою діяльної біографії Олександра Степановича стало спорудження пам'ятника молодому Тарасу Шевченку на подвір'ї міської середньої школи № 3 за проектом скульптора Івана Гончара. Його ж зусиллями збережено в яготинському парку каштанову алею, посаджену колись самим Тарасом.

## Творча діяльність
Ім'я О. С. Непорожнього добре відоме не тільки в історико-краєзнавчих, а й літературних та освітянських колах України: він співпрацював із видавництвами, готуючи передмови, бібліографічні нариси та впорядковуючи твори вітчизняних і зарубіжних класиків, друкувався у журналах, районній газеті. Разом з професором Іваном Романовичем Семенчуком був автором підручника для 10 класу з Української мови та літератури (17 перевидань), а також підручника-посібника з української літератури для слухачів підготовчих відділень вищих навчальних закладів.1997 року вийшла з друку хрестоматія для 11 класу «Золотий гомін» упорядником якої був Олександр Степанович.

## Родинні зв'язки
Дружина — Катерина Прокопівна Непорожня, просвітниця, учителька математики.
Дочки — Надія (старша) та Галина (молодша).